# Туннань
Туннань (кит. упр. 潼南, пиньинь Tóngnán) — район городского подчинения города центрального подчинения Чунцин (КНР).

## География
Туннань расположен на севере западной части города Чунцин, на границе с провинцией Сычуань. Общая площадь уезда — 1583 км², общая численность населения — 950 тыс. человек (на конец 2006 года). Рельеф в уезде холмистый. Высота над уровнем моря по уезду колеблется между 212 и 583 метрами.

### Климат
Климат в Туннане влажный субтропический муссонный, мягкий, четко выражены четыре сезона. Среднегодовая температура составляет +17,9 ℃. Средняя температура января +7 ℃. Достаточно долгий безморозный период. Среднегодовое количество осадков — 990 мм. В году насчитывается 1228,4 солнечных часов. В климате уезда наблюдаются засухи, дожди, наводнения, град, сильные ветры, заморозки.

## История
В 1912 году из части земель уездов Ляньси (蓬溪县) и Суйнин (遂宁县) был образован новый уезд Дунъань (东安县) провинции Сычуань. В 1914 году в связи с тем, что выяснилось, что уезды с таким же названием имеются в провинциях Хэбэй, Хунань и Гуандун, он был переименован в Туннань.
В 1949 году уезд вошёл в состав Специального района Суйнин (遂宁专区) провинции Сычуань. В 1958 году Специальный район Суйнин был объединён со Специальным районом Мяньян (绵阳专区), и уезд оказался в составе Специального района Мяньян. В 1976 году уезд был передан в состав Округа Цзянцзинь (江津地区). В 1981 году округ Цзянцзинь был переименован в Округ Юнчуань (永川地区). В 1983 году округ Юнчуань был расформирован, а уезд передан под юрисдикцию Чунцина.
28 апреля 2015 года уезд Туннань был преобразован в район городского подчинения.

## Административное деление
Уезд Туннань делится на 2 уличных комитета и 20 посёлков:
- Уличные комитеты: Цзытун (梓潼街道) и Гуйлинь (桂林街道).
- Посёлки: Шанхэ (上和镇), Лунсин (龙形镇), Гуси (古溪镇), Баолун (宝龙镇), Юйси (玉溪镇), Мисинь (米心镇), Цюньли (群力镇), Шуанцзян (双江镇), Хуаянь (花岩镇), Байцзы (柏梓镇), Чункань (崇龛镇), Танба (塘坝镇), Синьшэн (新胜镇), Тайань (太安镇), Сяоду (小渡镇), Вофу (卧佛镇), Угуй (五桂镇), Тяньцзя (田家镇), Бекоу (别口镇), Шоуцяо (寿桥镇).

## Экономика
Вдоль проспекта Чуансинь расположен крупнейший в стране центр утилизации старых автомобилей (разборка корпусов, продажа деталей, переработка аккумуляторов, резины и пластмассы, переплавка металлолома).

### Сельское хозяйство
По состоянию на 2007 год посевные площади зерновых в уезде занимали территорию 80 258 га, овощей — 16 726 га; годовой урожай зерновых составлял 380 829 тонн (+ 24,7 % по сравнению с 2006 годом); производство масла достигало 32 399 тонн (+ 8,4 % в годовом исчислении); растительное производство — 445 700 тонн (+ 20,8 %); производство мяса — 47 559 тонн (+ 1,6 %); сбор фруктов — 12 800 тонн (+ 3,2 %); производство шёлка из коконов — 923 тонн (+ 6,3 %).
Туннань является крупнейшим центром выращивания и обработки лимонов в Китае, а также значительным центром производства саженцев лимона. По состоянию на 2022 год площадь лимонных садов составляла 21,33 тыс. га; объем производства свежих лимонов достигал 280 тыс. тонн, общая стоимость продукции — 6 млрд юаней (828 млн долл. США). В Туннане из лимонов производят напитки, средства по уходу за кожей, лекарства и диетические добавки. Годовая мощность переработки плодов достигла 300 тыс. тонн, а объем переработки составил 3 млрд юаней (413,9 млрд долл. США). Всего в этой сфере занято более 100 тыс. человек. По итогам 2022 года из Туннаня было экспортировано 39,8 тыс. тонн лимонов стоимостью 329 млн юаней (45,4 млн долл. США), в том числе в Россию, Казахстан, Индонезию и Сингапур.

## Транспорт
Через уезд проходят железная дорога Чэнду — Чунцин и автомагистраль Годао 319, соединяющая Чэнду и Чунцин (до центра Чунцина около 93 км, до Чэнду — 193 км).